# Bomolochus minus
Bomolochus minus is een eenoogkreeftjessoort uit de familie van de Bomolochidae. De wetenschappelijke naam van de soort is voor het eerst geldig gepubliceerd in 2005 door Lin & Ho.